# Pachyopsis similis
Pachyopsis similis är en insektsart som beskrevs av Kramer 1963. Pachyopsis similis ingår i släktet Pachyopsis och familjen dvärgstritar. Inga underarter finns listade i Catalogue of Life.